# Festival di Sanremo 1953

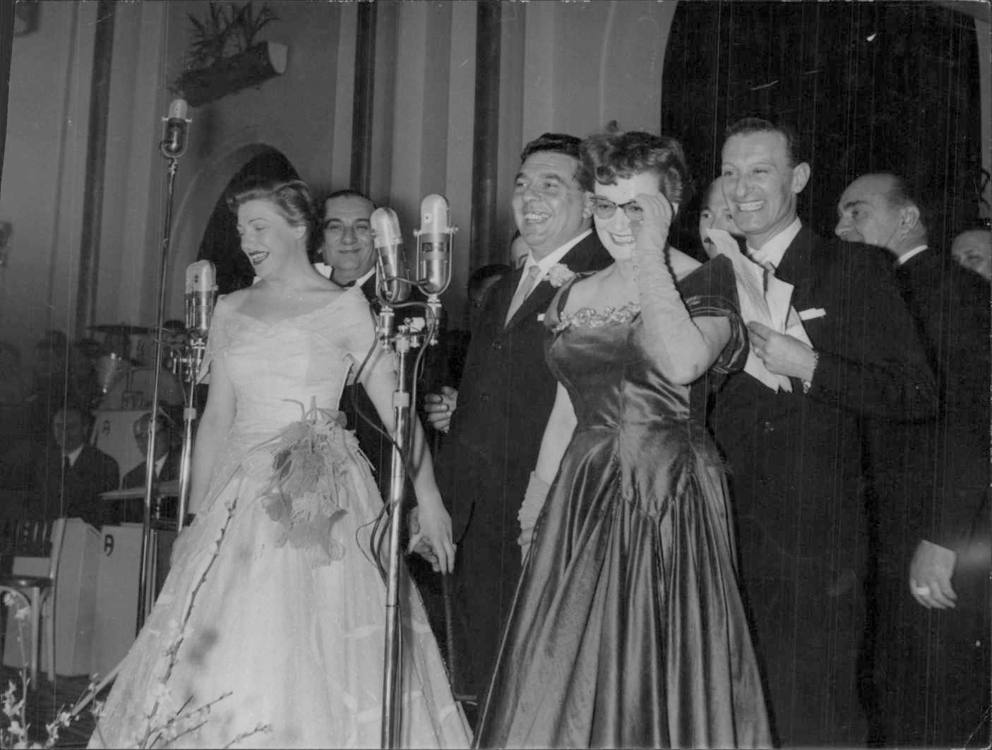
Le vincitrici del Festival con il presentatore Nunzio Filogamo

Il terzo Festival di Sanremo si svolse al Salone delle feste del Casinò di Sanremo dal 29 al 31 gennaio 1953 alle ore 22 con la conduzione, per la terza volta consecutiva, di Nunzio Filogamo.
A partire da questa edizione viene introdotta l'esibizione doppia delle canzoni, con ogni brano che viene presentato da due artisti diversi; l'esibizione doppia delle canzoni verrà mantenuta fino all'edizione del 1971 (con l'eccezione di quella del 1956) e ripresa in quelle del 1990 e 1991 (anche se in questi ultimi due casi si trattava solo di cover di ospiti stranieri fuori concorso, abbinati agli artisti italiani in gara).
La favorita Nilla Pizzi, accompagnata dal Doppio Quintetto Vocale (abbinata a Teddy Reno, accompagnato dal Quartetto Stars) non riuscì a sorpresa ad aggiudicarsi la terza vittoria di fila con la canzone Campanaro (classificatasi seconda) in quanto fu battuta dall'accoppiata Carla Boni-Flo Sandon's, che si aggiudicarono la kermesse con il brano Viale d'autunno (della quale poi incise una sua versione anche la stessa Pizzi).
Ma il brano di questa edizione rimasto maggiormente impresso nell'immaginario popolare fu Vecchio scarpone, cantato da Gino Latilla (accompagnato dal Doppio Quintetto Vocale) e da Giorgio Consolini, divenuta una canzone simbolo dello sciovinismo patriottico italiano a tal punto che fu accusato dalla sinistra dell'epoca di operare una malcelata apologia malinconico-nostalgica del regime fascista. Fu questo il primo caso di polemica per presunto plagio nella storia del Festival; il brano si classificò terzo a pari merito con Lasciami cantare una canzone, cantata da Achille Togliani e Teddy Reno.

## Partecipanti
| Interprete              | Casa discografica | Ultime partecipazioni al Festival |
| ----------------------- | ----------------- | --------------------------------- |
| Achille Togliani        | Cetra             | 1952                              |
| Carla Boni              | Cetra             | Esordiente                        |
| Doppio Quintetto Vocale | Cetra             | Esordienti                        |
| Flo Sandon's            | Durium            | Esordiente                        |
| Gino Latilla            | Cetra             | 1952                              |
| Giorgio Consolini       | Parlophon         | Esordiente                        |
| Katyna Ranieri          | Cetra             | Esordiente                        |
| Nilla Pizzi             | Cetra             | 1952                              |
| Quartetto Stars         | Cetra             | Esordienti                        |
| Teddy Reno              | CGD               | Esordiente                        |

## Classifica, canzoni e cantanti
| Posizione     | Interprete                             | Canzone                      | Edizioni musicali                                                  | Autori                                   | Voti ricevuti |
| ------------- | -------------------------------------- | ---------------------------- | ------------------------------------------------------------------ | ---------------------------------------- | ------------- |
| 1º            | Carla Boni                             | Viale d'autunno              | Edizioni musicali D'Anzi                                           | G. D'Anzi                                | 64            |
| 1º            | Flo Sandon's                           | Viale d'autunno              | Edizioni musicali D'Anzi                                           | G. D'Anzi                                | 64            |
| 2º            | Nilla Pizzi e Doppio Quintetto Vocale  | Campanaro                    | Edizioni musicali Leonardi                                         | B. Cherubini e C. Concina                | 56            |
| 2º            | Teddy Reno e Quartetto Stars           | Campanaro                    | Edizioni musicali Leonardi                                         | B. Cherubini e C. Concina                | 56            |
| 3º (ex aequo) | Achille Togliani                       | Lasciami cantare una canzone | Edizioni musicali Alfa                                             | M. Cozzoli e C. A. Bixio                 | 41            |
| 3º (ex aequo) | Teddy Reno                             | Lasciami cantare una canzone | Edizioni musicali Alfa                                             | M. Cozzoli e C. A. Bixio                 | 41            |
| 3º (ex aequo) | Gino Latilla e Doppio Quintetto Vocale | Vecchio scarpone             | Edizioni musicali Radio Record Ricordi                             | Calibi, Pinchi e C. Donida               | 41            |
| 3º (ex aequo) | Giorgio Consolini                      | Vecchio scarpone             | Edizioni musicali Radio Record Ricordi                             | Calibi, Pinchi e C. Donida               | 41            |
| 5º            | Gino Latilla                           | Vecchia villa comunale       | Edizioni musicali Souvenir                                         | R. Ruocco e N. Oliviero                  | 40            |
| 5º            | Giorgio Consolini                      | Vecchia villa comunale       | Edizioni musicali Souvenir                                         | R. Ruocco e N. Oliviero                  | 40            |
| 6º            | Achille Togliani                       | No Pierrot                   | Edizioni musicali Da Rovere                                        | A. Costanzo e R. Salani                  | 39            |
| 6º            | Katyna Ranieri                         | No Pierrot                   | Edizioni musicali Da Rovere                                        | A. Costanzo e R. Salani                  | 39            |
| 7º            | Carla Boni                             | Il passerotto                | Edizioni musicali Di Lazzaro                                       | E. Di Lazzaro e D. Valentini             | 33            |
| 7º            | Quartetto Stars                        | Il passerotto                | Edizioni musicali Di Lazzaro                                       | E. Di Lazzaro e D. Valentini             | 33            |
| 8º            | Nilla Pizzi e Doppio Quintetto Vocale  | Sussurrando buonanotte       | Edizioni musicali Alfa                                             | Danpa, B. Pallesi e V. Panzuti           | 22            |
| 8º            | Teddy Reno e Quartetto Stars           | Sussurrando buonanotte       | Edizioni musicali Alfa                                             | Danpa, B. Pallesi e V. Panzuti           | 22            |
| 9º            | Gino Latilla e Doppio Quintetto Vocale | Tamburino del reggimento     | Edizioni musicali Casiroli                                         | Deani                                    | 15            |
| 9º            | Giorgio Consolini                      | Tamburino del reggimento     | Edizioni musicali Casiroli                                         | Deani                                    | 15            |
| 10º           | Nilla Pizzi e Doppio Quintetto Vocale  | Papà Pacifico                | Edizioni musicali Stelli e Fragna                                  | N. Rastelli e A. Fragna                  | 2             |
| 10º           | Teddy Reno e Quartetto Stars           | Papà Pacifico                | Edizioni musicali Stelli e Fragna                                  | N. Rastelli e A. Fragna                  | 2             |
| NF            | Carla Boni                             | Acque amare                  | Edizioni musicali C.A. Rossi                                       | N. Salerno e C. A. Rossi                 |               |
| NF            | Katyna Ranieri                         | Acque amare                  | Edizioni musicali C.A. Rossi                                       | N. Salerno e C. A. Rossi                 |               |
| NF            | Carla Boni                             | Buona sera                   | Edizioni musicali Ambr                                             | M. Evangelisti Tumminelli e C. Di Ceglie |               |
| NF            | Flo Sandon's                           | Buona sera                   | Edizioni musicali Ambr                                             | M. Evangelisti Tumminelli e C. Di Ceglie |               |
| NF            | Nilla Pizzi                            | Canto della solitudine       | Edizioni musicali R.D.P.                                           | E. Bonagura e G. Redi                    |               |
| NF            | Teddy Reno                             | Canto della solitudine       | Edizioni musicali R.D.P.                                           | E. Bonagura e G. Redi                    |               |
| NF            | Katyna Ranieri                         | Domandatelo                  | Edizioni musicali Le Monde                                         | V. Baselice e G. Fiorelli                |               |
| NF            | Achille Togliani                       | Domandatelo                  | Edizioni musicali Le Monde                                         | V. Baselice e G. Fiorelli                |               |
| NF            | Gino Latilla                           | Innamorami                   | Edizioni musicali Melodi                                           | M. Ruccione, E. Ceragioli e U. Bertini   |               |
| NF            | Teddy Reno                             | Innamorami                   | Edizioni musicali Melodi                                           | M. Ruccione, E. Ceragioli e U. Bertini   |               |
| NF            | Achille Togliani                       | La mamma che piange di più   | Edizioni musicali Rendine                                          | G. Pisano e F. Rendine                   |               |
| NF            | Giorgio Consolini                      | La mamma che piange di più   | Edizioni musicali Rendine                                          | G. Pisano e F. Rendine                   |               |
| NF            | Achille Togliani                       | La pianola stonata           | Edizioni musicali Manlio                                           | M. Gigante e E. De Mura                  |               |
| NF            | Katyna Ranieri                         | La pianola stonata           | Edizioni musicali Manlio                                           | M. Gigante e E. De Mura                  |               |
| NF            | Nilla Pizzi                            | L'altra                      | Edizioni musicali Mascheroni                                       | V. Mascheroni e Biri                     |               |
| NF            | Flo Sandon's                           | L'altra                      | Edizioni musicali Mascheroni                                       | V. Mascheroni e Biri                     |               |
| NF            | Gino Latilla                           | Povero amico mio             | Edizioni musicali Nationalmusic-Edizioni musicali Peter Schaeffers | M. Rivi e C. Innocenzi                   |               |
| NF            | Giorgio Consolini                      | Povero amico mio             | Edizioni musicali Nationalmusic-Edizioni musicali Peter Schaeffers | M. Rivi e C. Innocenzi                   |               |
| NF            | Carla Boni                             | Qualcuno cammina             | Edizioni musicali Sonorfilm                                        | N. Rastelli e N. Casiroli                |               |
| NF            | Flo Sandon's                           | Qualcuno cammina             | Edizioni musicali Sonorfilm                                        | N. Rastelli e N. Casiroli                |               |

## Storia
Nel 1953 vennero introdotte una serie di innovazioni che allontanarono per sempre l'atmosfera bonaria e familiare delle prime due edizioni. Le canzoni vennero presentate in una doppia esecuzione con l'accompagnamento di due orchestre: quella tradizionale, diretta dall'ormai veterano Cinico Angelini, e quella più moderna di Armando Trovajoli, appassionato di jazz; le cronache dell'epoca non si lasciarono sfuggire l'occasione per dare ampio risalto alla rivalità, vera o presunta, tra i due maestri. Ma anche la rosa dei partecipanti fu allargata, dato che ai tradizionali Nilla Pizzi e Achille Togliani si aggiunsero i più moderni, per quei tempi, Gino Latilla, Teddy Reno e Flo Sandon's. A questo festival appartiene il record storico di 3 minuti e 5 secondi di applausi per la canzone Acque amare nella versione di Carla Boni: malgrado ciò, la canzone tuttavia non si qualificò alla finale.

## Regolamento
Vengono presentate 10 canzoni per sera, per i primi due giorni. Al termine di ogni serata i giurati votano e decidono quali sono le 5 canzoni che hanno accesso alla finale e quali vengono eliminate. Durante la terza sera ha luogo la finale.

I giurati erano 320, diversi per ogni serata e così suddivisi: 80 sorteggiati fra il pubblico presente in sala, 240 fra gli abbonati alla Radio.

Per la prima volta viene introdotta nel regolamento la "doppia esecuzione": ogni canzone viene proposta nella stessa sera in due interpretazioni diverse con due diversi arrangiamenti, uno per ognuna delle due orchestre.

## Premi
- Vincitore 3º Festival di Sanremo: Carla Boni e Flo Sandon's con Viale d'autunno
- Podio – secondo classificato 3º Festival di Sanremo: Nilla Pizzi e Doppio Quintetto Vocale - Teddy Reno e Quartetto Stars con Campanaro
- Podio – terzo classificato ex aequo 3º Festival di Sanremo: 
  - Achille Togliani - Teddy Reno con Lasciatemi cantare una canzone
  - Gino Latilla e Doppio Quintetto Vocale - Giorgio Consolini con Vecchio scarpone

## Orchestra
- Orchestra Della canzone, diretta dal maestro Cinico Angelini.
- Orchestra Eclipse, diretta dal maestro Armando Trovajoli.

## Trasmissione dell'evento
| Area   | Rete              |
| ------ | ----------------- |
| Italia | Secondo Programma |

## Organizzazione
- Rai
- Casinò di Sanremo